# 도쿄아프리카개발국제회의
도쿄 아프리카 개발 국제 회의 (TICAD) (東京におけるアフリカ開発国際会議, Tokyo ni okeru Afurika Kaihatsu kokusai kaigi)는 "아프리카 지도자들과 개발 파트너들 간의 고위급 정책 대화를 촉진"을 목표로 정기적으로 개최되는 회의이다. 일본은 이 회의의 공동 주최국이다. TICAD의 다른 공동 주최 기관은 유엔 Office of the Special Advisor on Africa (UN-OSAA)와 유엔 개발 계획 (UNDP)이다. 이 시리즈는 TICAD I (1993), TICAD II (1998), TICAD III (2003), TICAD IV (2008), TICAD V (2013)를 포함한다. 다음 회의는 2016년 8월 케냐에서 개최될 예정이다. 이 행사가 아프리카에서 개최되는 것은 이번이 처음이며, 이전 회의들은 모두 일본에서 개최되었다.
TICAD는 협력적 파트너십을 통해 아프리카의 평화와 안정을 증진하려는 일본의 장기적인 노력에서 진화하는 요소였다. 이러한 맥락에서 일본은 아프리카 개발에 대한 "아프리카의 주인의식"과 아프리카와 국제사회 간의 "파트너십"의 중요성을 강조했다. 회의 대표단 간의 의견 교환은 주요 세계 경제국으로부터의 지원을 줄이는 것이 아니라 늘려야 할 필요성을 강조한다.

## 회의 연혁
TICAD 회의는 아프리카 지도자들과 개발 파트너들 간의 고위급 정책 대화를 촉진하는 데 도움을 주기 위해 마련되었다. 이 회의는 냉전 종식 후 원조국들 사이에서 '원조 피로' 시대인 1993년에 등장했으며, 아프리카에 대한 강력한 원조 관심사를 다시 일으키는 데 중요했다. TICAD는 아프리카의 "주인의식"과 국제적인 "파트너십" 원칙 하에 아프리카 대륙의 발전을 촉진하는 주요 글로벌 포럼으로 발전했다. 이러한 개념은 아프리카인 스스로가 고안한 개발 전략인 아프리카 개발을 위한 새로운 경제 파트너십 (NEPAD)의 출범에 필수적인 요소가 되었다. 이전 TICAD 회의는 특히 일본이 G8을 주최하는 2008년과 같이 중요한 결과를 가져왔다. 예를 들어 2000년에 일본은 오키나와 G8 정상회담을 개최하고 여러 아프리카 국가 지도자들을 초청했다. TICAD II에서 제안된 아이디어는 에이즈, 결핵, 말라리아 퇴치를 위한 글로벌 펀드를 설립할 때 G8에 의해 채택되기도 했다.

## TICAD-I
TICAD I은 1993년에 개최되었다. 아프리카 국가들과 개발 파트너들은 아프리카의 번영을 위한 전략을 논의했다. TICAD는 국제 사회의 아프리카에 대한 관심이 약해지고 원조 피로가 시작되던 시점에 결성되었다. 이 회의에서는 "아프리카 개발에 관한 도쿄 선언"이 발표되었다.
48개 아프리카 국가 대표단이 회의에 참여했으며, 이 중 4명은 국가 원수였다. 다른 12개 국가도 대표단을 보냈고, 여러 국제 기구들도 대표단 및 옵서버 자격으로 참석했다.

### 분석
이 회의는 유망하다고 여겨졌지만, 전망은 여전히 불확실했다. 그 이후 수십 년 동안 TICAD의 질은 복잡성과 품질 모두에서 발전했다. 강조점은 TICAD-I의 비교적 단순한 직접 원조 문제에서 지속 가능한 개발 프로그램에 결합되는 더 다면적이고 상호 관련성 있는 주제로 바뀌었다.

## TICAD-II
1998년 TICAD II에서 아프리카 국가들과 개발 파트너들은 공통적으로 이해되는 전략적이고 행동 지향적인 지침이 될 "도쿄 행동 의제"(TAA)에 합의했다. 아프리카의 빈곤 감소와 아프리카의 세계 경제로의 완전한 통합이 근본적인 목표로 인정되었다. TICAD II 이후, 2001년 장관급 회의는 NEPAD를 논의할 기회를 제공했다.
여러 아프리카 국가 및 기타 국가에 초청장이 발송되었다. 일부 국가 원수들은 참석하기로 결정했으며, 다양한 정부 장관 및 기타 인사들이 회의 참가자 명단에 포함되었다.

### 분석
의제에 대한 합의는 첫 단계로만 간주되었다.

## TICAD-III
TICAD III은 2003년에 개최되었으며, 23개국 국가 원수와 아프리카 연합 의장을 포함하여 1000명 이상의 대표단이 참석했다. 아프리카 국가들과 개발 파트너들은 10년간의 TICAD 과정 성과를 검토했으며, TICAD가 나아가야 할 미래 방향에 대한 논의가 있었다.
여러 아프리카 국가 및 기타 국가에 초청장이 발송되었다. 일부 국가 원수들은 참석하기로 결정했으며, 다양한 정부 장관 및 기타 인사들이 회의 참가자 명단에 포함되었다.

### 분석
참석 국가 원수의 증가2는 이 포럼이 잠재적으로 효과적인 장소로 겸손하게 받아들여졌음을 시사했다. 참가자들은 아프리카 개발에 대한 국제 사회의 관심과 약속을 동원하는 TICAD 과정의 역할을 언급하며 아프리카 개발에 대한 TICAD 과정의 기여를 재확인했다. TICAD-III 이후 몇 년 동안 아프리카-중국, 아프리카-인도 및 EU-AU 정상회담 등이 개최되었다.

## TICAD-IV

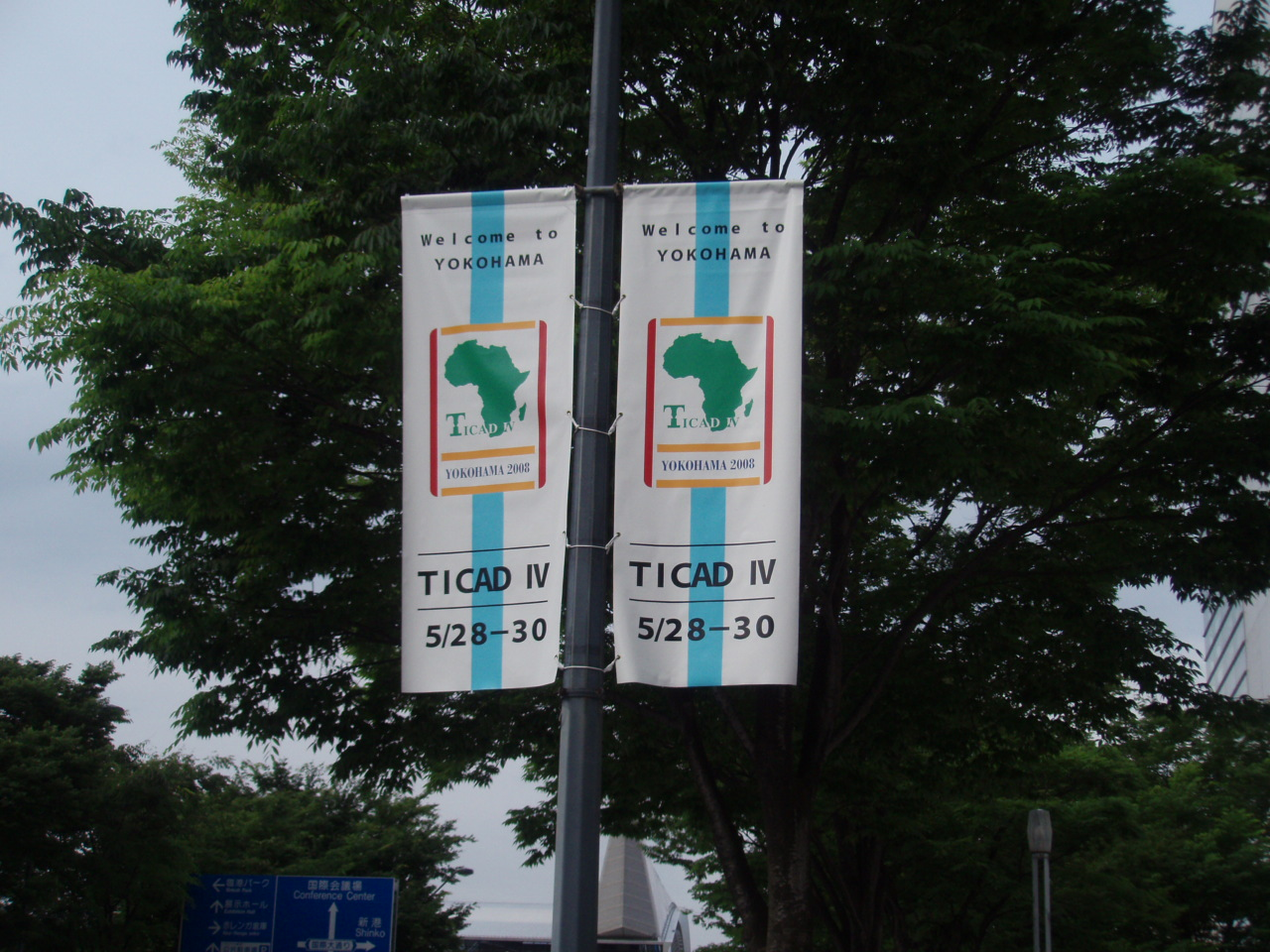
요코하마가 아프리카를 맞이하면서 선명한 TICAD-IV 배너가 밝은 환영의 상징이 되었다.

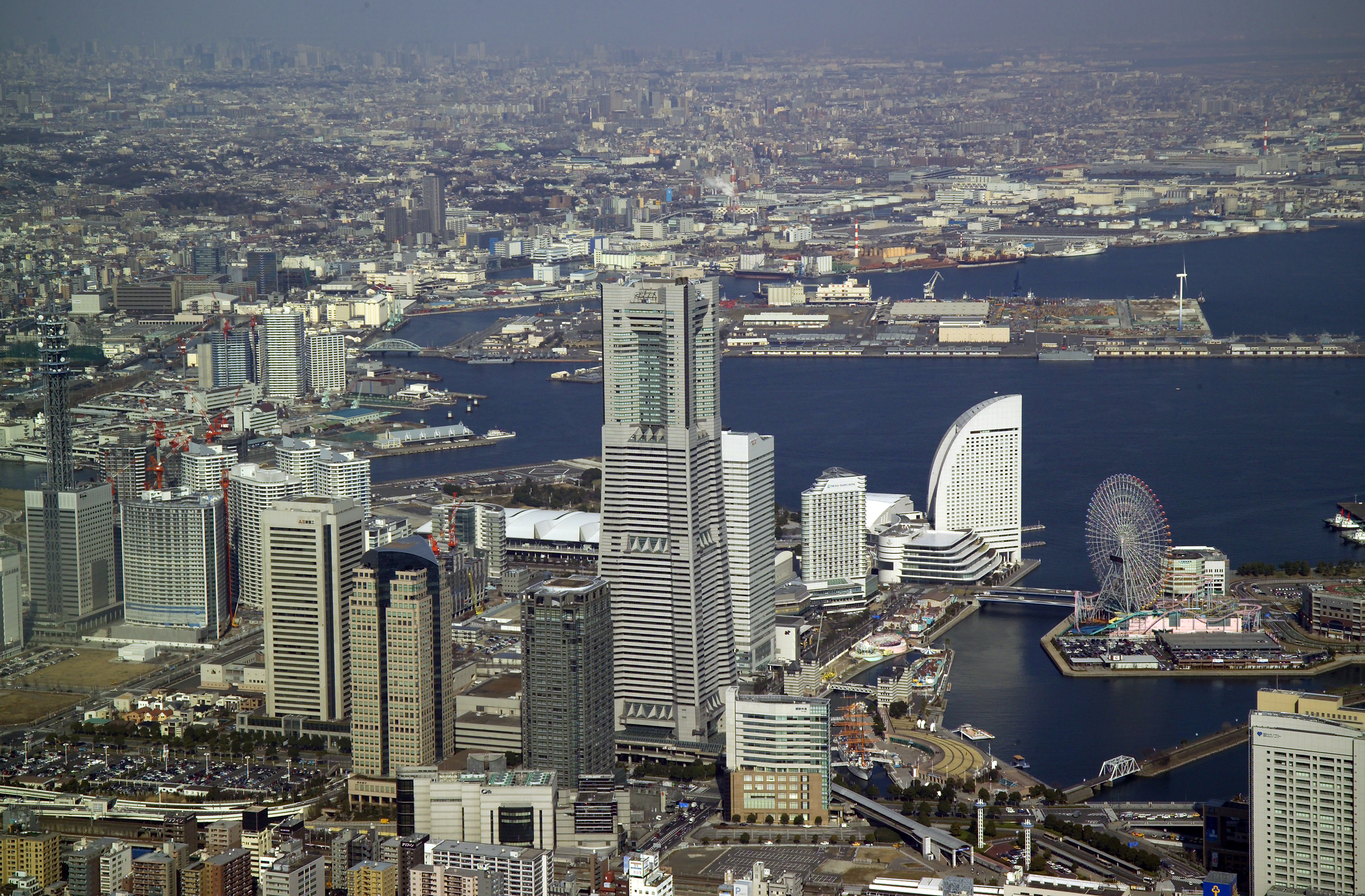
TICAD-IV 개최 장소는 중심부에 위치한 해변 단지인 파시피코 요코하마였다. 미나토 미라이 지역의 가장 눈에 띄는 특징은 웅장한 InterContinental Hotel의 대담한 건축적 평면이다. 이는 항구의 대조적인 넓은 공간을 배경으로 실루엣을 이루는 선명하고 흰 돛 모양의 구조물이다.

TICAD IV (2008년 5월)는 요코하마에서 개최되었다. 15년 역사상 회의가 도쿄 이외의 도시에서 개최된 것은 이번이 처음이었다. 요코하마는 개항 150주년과 시정 120주년을 기념하기 위해 준비 중이었다. 이러한 맥락에서 TICAD IV와 '요코하마, 아프리카를 만나다'라는 슬로건은 항구와 도시의 국제적 성격을 강조하기 위한 것이었다.
이번 회의는 네 번의 TICAD 행사 중 가장 많은 인원이 참석했다. 초청에 응한 국가는 51개 아프리카 국가(소말리아 제외), 17개 아프리카 기구, 12개 아시아 국가, 22개 원조국, 55개 국제 기구였으며, 총 2,500여 명의 대표단이 참석했다. 여기에는 40명의 아프리카 국가 대통령 또는 총리가 포함되었는데, 이는 TICAD III (2003) 참석 인원의 두 배였다. 또한 요코하마에는 "공식 부대 행사"와 기타 회의 참가자들과 관련된 조직자들이 참석했다.
TICAD IV는 본회의와 24개의 "주제별" 세션으로 구성되었다. TICAD는 다음 핵심 분야에서 국제 사회의 지식과 자원을 더 잘 동원하기 위한 전략에 중점을 두었다: (a) 경제 성장; (b) 유엔 밀레니엄 개발 목표 달성을 포함한 인간 안보; (c) 환경/기후 변화 문제. 또한 TICAD IV는 2008년 7월 G8 홋카이도 도야코 정상회담 맥락에서 가능한 상호 연계를 파악하려고 노력했다. 이러한 맥락에서 세계은행 및 국제통화기금 개발위원회 집행 비서인 고데라 기요시는 사전 회의에서 사하라 이남 아프리카 국가들이 새로운 성장 경로를 찾을 때까지 해외 원조에 크게 의존할 것이라는 "가혹한 현실을 받아들여야 한다"고 주장했다.
회의에는 세계은행, 유엔 개발 계획 (UNDP), 여러 원조국, 비정부 기구 (NGO) 및 기타 관련 기관 대표들이 참석했다. 회의 대표단들의 공통된 관점은 아프리카의 취약한 경제가 세계 식량 및 연료 위기를 극복하는 데 도움이 되는 즉각적인 지원의 필요성을 강조했다. 참가자들은 긴급 식량 원조가 필요하지만, 다양한 개발 기관 간의 역할 분담과 상호 보완성에 특별한 관심을 기울이며 중장기적인 개입을 수행하는 것도 필요하다는 데 동의했다.
소규모 프로젝트도 TICAD 의제에 포함되었다. 일본은 아프리카 맥락에서 "한 마을 한 제품 운동"(OVOP)을 재현하기 위한 JICA 투자를 계획했다. 이러한 맥락에서 말라위 대통령의 일본 방문에는 오사카에 있는 OVOP 본부 방문도 포함되었다.

### 변화 만들기
TICAD-IV에서 후쿠다 야스오 일본 총리는 향후 5년 동안 엔화 표시 대출 최대 4150억 엔(미화 40억 달러)과 총 2600억 엔(미화 25억 달러)의 재정 지원을 제공하겠다고 약속했다. 후쿠다 총리는 또한 아프리카 투자를 두 배로 늘리는 것을 목표로 일본국제협력은행에 기금을 설립하겠다고 약속했다. 이 재정 지원은 향후 5년 동안 기금을 통해 도로망 및 기타 교통 인프라 개발을 돕기 위해 제공될 것이다. 일본 총리는 또한 수자원 관리를 교육하는 "수자원 방위군"을 배치할 계획을 발표했다. 더욱이 후쿠다 총리는 그의 정부가 보건 및 의료 분야에서 최대 10만 명의 전문가를 양성하는 것을 목표로 한다고 설명했다.
후쿠다 총리가 재정 상황이 좋지 않음에도 불구하고 아프리카 국가들에 대한 관대한 지원을 확대하겠다고 발표한 것은 국제 사회에서 일본의 신뢰를 높이는 것을 목표로 한다. 후쿠다 총리의 연설은 아프리카에 대한 원조가 회의 의제의 중요한 항목이 될 것이기 때문에 G-8 회의 주최국으로서 일본의 리더십을 강화하기 위해 고안되었다. 정부의 관대함에 대한 또 다른 이유는 일본이 유엔 안전 보장 이사회 상임 이사국 자리를 얻기 위한 지지를 얻기 위해 아프리카 국가들과의 관계를 강화하려고 노력하기 때문이다. 일본 정부는 2005년 안전 보장 이사회 상임 이사국 캠페인 실패로부터 교훈을 얻었다. 즉, 유엔 회원국의 4분의 1을 차지하는 아프리카 국가들의 지지는 일본이 성공하려면 필수적이라고 해석된다. 후쿠다 총리는 연설에서 "일본은 아프리카 친구들과 협력하여 유엔 안전 보장 이사회 개혁을 추진하고 싶다"고 말했다.
TICAD 동안 후쿠다 총리의 행동은 일부 언론인들이 "미니 정상회담 마라톤"이라고 부른 것으로 언론의 주목을 받았다. 이틀 동안 71세의 일본 총리는 40개 아프리카 국가 지도자들을 일대일로 만났고, 각 지도자에게 약 20분을 할애했다. 또한 그는 7명의 민간 부문 아프리카 지지자들을 만났다. 또한 아키라 아마리 경제산업대신은 회의에 참여하는 국가들과 더 긴밀한 관계를 발전시키기 위해 아프리카 지도자들과 만났다. TICAD 주간 동안 아마리 장관은 화요일과 수요일(5월 27~28일)에 앙골라, 가봉, 우간다 지도자들을 만났다. 아마리 장관은 목요일(5월 29일)에 마다가스카르, 보츠와나, 콩고 민주 공화국, 남아프리카 공화국, 나미비아 지도자들을 만났고, 금요일(5월 30일)에 나이지리아 지도자를 만났다. 이 아프리카 지도자들은 주로 일본 제조업에 필요한 자원의 수출국들이다. 예를 들어, 나이지리아는 아프리카 최대의 석유 생산국이며, 앙골라는 유망한 석유 매장량을 보유하고 있다. 남아프리카 공화국은 핵연료봉에 사용되는 지르코늄을 생산하고, 콩고 민주 공화국은 여러 산업에서 다양한 목적으로 사용되는 코발트를 생산한다.

### 분석
일본은 오랫동안 원조를 핵심 외교 도구로 사용해왔다. 1991년에는 세계 최대의 원조국이었지만, 부채가 증가함에 따라 전반적인 원조 규모는 줄어들었다. 중국과 인도가 아프리카 대륙과의 관계를 강화하려고 노력함에 따라, 이 회의는 일본이 외교적 영향력을 유지할 수 있는 중요한 기회이다. 일본 외무부에 따르면, 아프리카는 세계 백금 총 매장량의 89%, 다이아몬드의 60%, 코발트의 53%, 지르코늄의 37%, 크롬의 34%를 차지한다. 아프리카 대륙은 일본에게 잠재적인 시장으로 남아 있으며, 중국과 인도 모두 경제 호황을 뒷받침할 원자재 확보의 시급성을 인식했다.
이러한 맥락에서 2006년 중국-아프리카 협력 포럼 (FOCAC)은 아프리카의 경제 관계에 있어 분수령을 이루었다고 할 수 있다. 이 정상회담은 중국의 아프리카 내 전략적 영향력 증가뿐만 아니라 아프리카의 중요성 증가를 세계 주요 강대국들에게 다시금 일깨워 주었다. 최근 몇 년 동안 중국은 아프리카 대륙의 풍부한 천연자원에 대한 지분을 확보하기 위해 아프리카 국가들에게 대규모 지원을 제공해 왔으며, 인도도 마찬가지이다.
이 회의는 비정부 기관이 고위급 접촉 범위를 확대할 수 있는 장을 마련했다. 세계은행 외에도 아프리카 개발 은행 (AfDB) 그룹 대표단이 총재 도널드 카베루카의 주도로 TICAD-IV에 참석했다. 또한 2,500명의 참석자 중에는 일본의 쓰쿠바 대학교 총장과 컬럼비아 대학교의 노벨상 수상자 조지프 스티글리츠와 같은 학자들도 있었다.
회의가 일본이 예상했던 대로 진행되지 않은 경우도 있었다. 예를 들어, 일본 정부는 요코하마 선언에 2050년까지 현재 수준에서 온실가스 배출량을 50% 감축하겠다는 문구를 포함시키려 했다. 그러나 주요 오염국인 남아프리카 공화국의 거센 반대에 부딪혀 이 조항을 철회했다.
TICAD 정상회담은 아시아 경제 및 정치 경쟁자들이 아프리카 지도자들에게 올바른 관계를 맺는 것의 중요성을 강조한다. 이들 중 상당수는 막대한 광물, 석유 및 기타 자원을 보유하고 있기 때문이다. 아프리카는 또한 금융 투자자들에게 마지막 개척지로 부상하고 있다. 대륙은 또한 유럽과 미국의 선진국으로 더 이상 수출할 수 없는 저가 제조업 제품의 성장 시장을 제공한다.
아프리카 관점

아프리카 대표단은 요코하마에 그들만의 잘 짜여진 여러 의제를 가지고 도착했다. 일부 목소리는 아프리카가 TICAD-V (2013)에 대륙 전체적인 의제를 가지고 참석하는 것이 더 나을 것이라고 주장했으며, 이는 이후 양자 회담에서 더 심층적으로 논의될 수 있는 국가별 전략으로 세분화될 수 있을 것이라고 했다. 무역 및 투자 문제를 상세히 다루는 공통 의제를 작성하는 것은 그럴듯한 전략으로 보였다. 왜냐하면 대륙의 국가들은 열악한 인프라와 아프리카에게 불리하게 가중되는 무역 조건과 같은 유사한 문제에 씨름하고 있기 때문이다. 어떤 의미에서 타보 음베키는 아프리카의 미래 경제 성장이 원조가 아니라 무역을 통해 이루어져야 한다고 제안하면서 이러한 대륙적 전략을 받아들였다. 음베키는 "원조의 중요성을 간과하지 않으면서도, 아프리카의 글로벌 경제로의 완전한 통합을 보장하기 위해서는 아프리카에 대한 무역 조건 개선이 중요하다"고 말했다. 그는 또한 "시장 접근성만으로는 개발도상국이 경쟁적인 세계 시장에 침투할 수 있는 능력을 항상 의미하지는 않는다"고 언급했다.

### 노구치 히데요 아프리카상
두 개의 초기 노구치 히데요 아프리카상은 TICAD IV와 연계하여 수여되었다. 이 상은 1911년 매독의 원인균을 발견한 저명한 일본인 세균학자인 노구치 히데요를 기리기 위해 제정되었으며, 독성 황열 백신 개발을 위해 노력하던 중 아프리카에서 사망했다.
노구치 히데요 아프리카상의 첫 시상은 TICAD IV와 동시에 계획되었으며, 회의 장소도 도쿄에서 요코하마로 변경되어 상 이름의 주인공을 기리는 또 다른 방법이 되었다. 1899년, 노구치 박사는 요코하마 항만 검역소에서 검역 보조 의사로 일했다.
노구치 히데요 아프리카상의 첫 수상자들은 노구치 자신처럼 모두 역학 및 공중 보건에 평생 관심을 가진 의사들이다. 그들은 브라이언 그린우드 박사와 미리암 웨어 박사이다. 수상자들에게 이 상은 그들의 과거 업적을 인정하는 동시에 앞으로의 기여에 대한 투자를 의미한다. 후쿠다 야스오 일본 총리가 실제 시상식을 진행했으며, 2008년 시상식에는 천황과 황후 폐하가 많은 아프리카 국가 원수들과 함께 참석했다.
이 상에 상당한 상금이 따르면서 노구치 상은 이미 주요 기성 과학 상들과 어깨를 나란히 하고 있다. 처음부터 2008년 노구치 상(표창, 메달, 상금 1억 엔(미화 843,668달러)으로 구성)은 계속되는 시리즈의 첫 번째 상으로만 의도되었으며, 후속 상은 5년마다 수여될 예정이다.
공식 명칭이 "노구치 히데요 박사를 기리며 아프리카 의료 연구 및 의료 서비스 분야의 뛰어난 업적을 인정하는 상"인 이 상은 일본 국제협력기구 (JICA)가 관리한다.

## TICAD-V
TICAD-IV가 끝나면서 2013년 6월 TICAD-V에 대한 계획이 이미 수립되고 있었다. 후쿠다 총리는 TICAD-IV에서 대표단에게 "앞으로 5년 안에, 즉 2012년까지 일본은 아프리카에 대한 공적개발원조(ODA)를 두 배로 늘리고, 이 기간 동안 점진적으로 늘려나가겠다"고 약속했다. 동시에 후쿠다 총리는 2012년까지 아프리카에 대한 무상 원조와 기술 협력을 두 배로 늘리겠다고 말했다.
TICAD-V는 2013년 6월 1일부터 3일까지 요코하마에서 개최되었으며, 41개 아프리카 국가 원수들과 반기문 유엔 사무총장, 김용 세계은행 총재가 참석했다. 아베 신조 일본 총리는 아프리카의 인프라 개발을 지원하고 경제 성장을 촉진하기 위해 5년간 320억 달러 규모의 패키지를 발표하며 회의를 시작했다.

### 분석
회의는 아베 신조 총리, 기시다 후미오 외무대신, 39개국 국가 원수 및 정부 수반을 포함한 51개 아프리카 국가 대표, 31개 개발 파트너 국가 및 아시아 국가 대표, 72개 국제 및 지역 기구, 민간 부문, NGO 및 시민 사회 대표 등 총 4,500명 이상의 참가자와 함께 일본에서 개최된 가장 큰 정상 회담 중 하나로 마무리되었다. 또한 다양한 부대 행사가 개최되어 대중의 많은 참석을 이끌어냈다. TICAD V는 "더 역동적인 아프리카와 손잡고"라는 핵심 메시지를 지지했다. 이 개념 아래, TICAD V의 주요 주제인 "견고하고 지속 가능한 경제", "포용적이고 탄력적인 사회", "평화와 안정"을 중심으로 아프리카 개발의 미래에 대한 활발한 논의가 진행되었다. 그 결과, TICAD V는 아프리카 개발의 미래 방향을 제시하는 "요코하마 선언 2013"과 구체적인 조치를 담은 향후 5년간의 TICAD 프로세스 로드맵인 "요코하마 행동 계획 2013-2017"이라는 두 가지 결과 문서를 채택했다.
TICAD V 이후 일본은 모멘텀을 유지하고 약속을 꾸준히 이행하기 위해 아프리카에 대한 외교를 적극적으로 전개해 왔다. 예를 들어, 2013년 9월 26일 유엔 총회 기간 중 뉴욕에서 아베 총리가 의장을 맡은 일본-아프리카 지역 경제 공동체(RECs) 정상 원탁회의가 개최되었다. 이 원탁회의에서 참가자들은 농업 개발 및 식량 안보에 대한 의견을 교환했다. 또한 2013년 11월 24일부터 12월 5일까지 일본은 아프리카 무역 및 투자 촉진을 위한 공공 및 민간 부문 합동 사절단을 콩고 공화국, 가봉 공화국, 코트디부아르에 파견했다. 따라서 일본은 TICAD V 후속 조치를 통해 아프리카와의 관계를 더욱 발전시키기를 희망한다. 또한 아베 총리는 2014년 1월 세 아프리카 국가를 방문하여 TICAD V에서 가까운 시일 내에 아프리카를 방문하겠다는 약속을 이행했다.

## TICAD VI
TICAD VI는 아프리카에서 개최되는 첫 TICAD가 될 것이다. 케냐와 감비아가 개최권을 놓고 입찰했으나, 감비아가 케냐의 승리를 위해 철회했다. 나이로비에서 개최될 예정이며 5,000명의 대표단이 참석할 것으로 예상된다.

## TICAD VIII
코로나19 범유행 이후 처음으로 열린 TICAD VIII은 2022년 8월 27일부터 28일까지 튀니지에서 개최되었다. 기시다 후미오 총리는 코로나19 양성 판정을 받은 후 화상 회의를 통해 참석했다. 이 행사에는 5천 명의 손님이 참석할 것으로 예상되었다.

## 내용주
1. 1 2 3 4 5  Japan, Ministry of Foreign Affairs:
What is TICAD?
2. ↑  Kenya to host TICAD July 16, 2015 Daily Nation Retrieved January 29, 2016
3. ↑  "Japan to Increase Asian-African Aid," New York Times. September 14, 1966.
4. 1 2  Attah, Haruna. "TICAD ends today Kufuor to close proceedings," 보관됨 2013-12-12 - 웨이백 머신 Acra Daily Mail. May 29, 2008.
5. 1 2  Tembo, Fletcher (2008) "Where next for TICAD: Building lasting partnerships"[깨진 링크(과거 내용 찾기)], London: Overseas Development Institute.
6. 1 2 3 4 5  Adisa, Banji.  "Japan to promote Africa's growth at Tokyo confab," Nigeria Daily News. March 25, 2008.
7. ↑  Blay, Gina. "Japan-African Forum Begins," Daily Guide (Accra). May 27, 2008.
8. ↑  Juma, Monica Kathina et al. (2006). Compendium of Key Documents Relating to Peace and Security in Africa, p. 491-505.
9. ↑  Japan, MOFA: 28 African nations
10. 1 2 3  Cazzaniga, Pino. "From TICAD IV, a new model for fostering African development," Asia News (PIME - Pontificio Istituto Missioni Estere, Rome). June 3, 2008.
11. ↑  "Africa: TICAD Participants Resolve to Improve Food Security, Economic Growth," The News (Monrovia). June 3, 2008.
12. ↑  Africa-China summit: 중국-아프리카 협력 포럼 (FOCAC) in 2006.
13. ↑  "Japan seeks trade, not politics in Africa," 보관됨 2008-09-19 - 웨이백 머신 SABCnews. May 27, 2008.
14. ↑  “MOFA: The Fourth Tokyo International Conference on African Development (TICAD IV) in Yokohama”. 《www.mofa.go.jp》.
15. ↑  "Fourth Tokyo International Conference on African Development (TICAD IV) Sets Agenda for Hope and Opportunity," JCNnetwork (Japan's Corporate News). May 26, 2008.
16. ↑  SANGONet: "NGOs Frustration at TICAD IV in Japan." May 26, 2008.
17. ↑  “Hokkaido Toyako Summit - Main Themes”. 《www.mofa.go.jp》.
18. ↑  "Fukuda begins marathon talks with African leaders ahead of TICAD," World Bank News & Broadcast. May 27, 2008.
19. 1 2  "Bank Group Participates in TICAD IV,"[깨진 링크(과거 내용 찾기)] African Development Bank (Tunis). June 3, 2008.
20. ↑  Khunga, Suzgo.  "Malawi could be OVOP headquarters," Daily Times (Lilongwe, Malawi). May 27, 2008.
21. 1 2 3 4  "Fukuda to promise aid, loan package for Africa," Yomiuri Shimbun. May 24, 2008.
22. 1 2 3  Kawakami, Osamu. "China rivalry marks TICAD IV; Government seeks African support on climate change, UN Security Council membership," Daily Yomiuri. May 31, 1008.
23. 1 2  Tabuch, Hideharu. "Government securing future resources; Fukuda, Amari meet with African leaders to shore up ties for procurement," Yomiuri Shimbun. May 30, 2008.
24. ↑  "Opportunity to knock on Japan's door at TICAD, Gabon envoy says," Japan Times. May 25, 2008.
25. ↑  Australian Broadcasting Corporation (ABC): "Japan to host African conference," May 25, 2008.
26. ↑  Munyi, Elijah. "Summits and the myth of one Africa,"[깨진 링크(과거 내용 찾기)] Kenya Today. May 24, 2008.
27. 1 2  Wa Ngai, Mbatau. "Africa: Continent Should Negotiate Jointly With Asians," The Monitor (Kampala). June 3, 2008.
28. ↑  Gomes, Vijay. "Japan pledges to double Africa aid during TICAD, explores investment opportunities," International Business Times (India). May 28, 2008.
29. ↑  "Japanese prime minister pledges billions to Africa,"[깨진 링크(과거 내용 찾기)] The Star (Johannesburg). May 28, 2008.
30. ↑  Hess, Julius H. and A. Levinson. "Clinic of Drs. Julius H. Hess and A. Levinson; The Luetin Test," International Clinics: A Quarterly. Vol.3, No. 28 (1918), p. 89-95.
31. ↑  National Diet Library: Noguchi bio and image
32. ↑  Japan, Cabinet Office: Noguchi Prize, chronology
33. ↑  Hideyo Noguchi Memorial Museum: Noguchi, life events 보관됨 2010-08-24 - 웨이백 머신
34. ↑  Japan, Cabinet Office: Noguchi Prize, fact sheet. 보관됨 2008-05-06 - 웨이백 머신
35. ↑  "Mama Miriam receives the Hideyo Noguchi Prize," 보관됨 2008-08-28 - 웨이백 머신 UZIMA Foundation News. May 29, 2008.
36. ↑  Japan, Cabinet Office: Noguchi Prize, analysis 보관됨 2009-03-27 - 웨이백 머신
37. ↑  World Health Organization: Noguchi Prize, WHO/AFRO involved 보관됨 2010-01-30 - 웨이백 머신
38. ↑  Manalo, Komfie. "Japan Doubles Loans To Africa To $4 Billion," AHN News. May 28, 2008.
39. ↑  “TICAD V | Tokyo International Conference on African Development”. 《www.ticad.net》. 2013년 3월 1일에 원본 문서에서 보존된 문서.
40. ↑  $32bn Japanese pledge as TICAD V opens, Graphic Online, 2 June 2013
41. ↑  “Diplomatic Bluebook”. 《Ministry of Foreign Affairs of Japan》.
42. ↑  Kenya to host 2016 Tokyo meet on African development July 16, 2015 보관됨 2016-03-19 - 웨이백 머신 Business Daily Africa Retrieved January 29, 2016
43. ↑  Africa: Kenya Will Host the First Ticad Meeting in Africa in 2016 August 31, 2015 AllAfrica.com Retrieved January 29, 2016
44. ↑  5,000 delegates expected in Nairobi for Tokyo global forum August 21, 2015 보관됨 2016-11-05 - 웨이백 머신 Daily Nation Retrieved January 29, 2016
45. ↑  NEWS, KYODO. “Japan to pledge human resources investment in Africa to counter China”. 《Kyodo News+》.
46. ↑  “Tunisia: Three Decades of Promoting Ownership and Partnership - History of Ticad”. 《allAfrica.com》. 2022년 8월 25일.
47. ↑  “Japan seeks 'sustainable world' in Africa aid forum”. 《RFI》. 2022년 8월 25일.